# Ecclesiae fastos

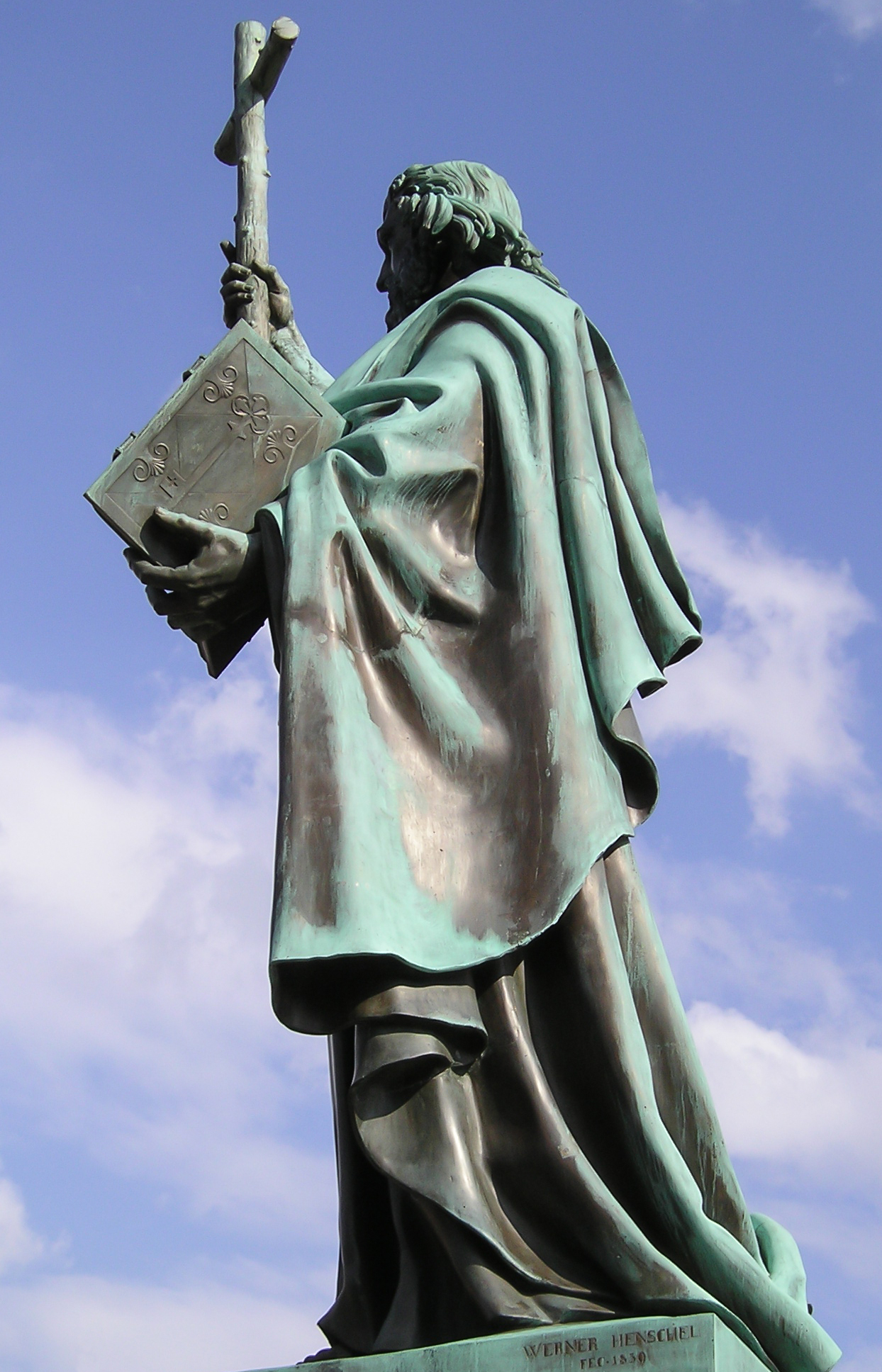
Bonifatiusstatue in Fulda

Mit der Enzyklika Ecclesiae fastos, vom 5. Juni 1954, beschreibt Papst Pius XII.,  zum 1200. Todestag des heiligen Bonifatius, dessen Lebensweg und Wirken. Mit diesem Rundschreiben wendet er sich an die Episkopate von Großbritannien, Deutschland, Österreich, Frankreich, Belgien und Holland. Es ist dem Papst besonders wichtig, in diesen Ländern, die den 1200. Todestag zum Anlass nehmen, besondere Feiern und Gottesdienste zu zelebrieren. Die Bedeutung dieses Heiligen liege darin, Bonifatius nicht nur als den  „Apostel der Deutschen“ zu betrachten, sondern Bonifatius als einen europäischen Apostel und christlichen Gesandten zu begegnen.
Die geschichtliche Bedeutung Bonifatius’ liege, nach Meinung Pius XII., in dessen Handeln als nachhaltiger Erneuerer und Organisator der fränkischen Kirche. Sein enger Kontakt zu den Päpsten und weltlichen Fürsten hätte Schritt für Schritt für die Missionserfolge in den europäischen Ländern und Nationen gesorgt.